# 雲台二十八将
雲台二十八将（うんだいにじゅうはっしょう）は、後漢の光武帝の天下統一を助けた28人の功臣である。

## 概略
永平年間 に明帝が前代の功臣たちに命じて洛陽南宮の雲台に二十八将の肖像画を描かせた ことから「雲台二十八将」と称される。また永初6年（112年）の安帝の詔に「建武元功の二十八将は天命を受けた天子を扶けた勇猛な臣下であり、讖記（予言書）に徴兆がある」という。
雲台にはその他の功臣、王常・李通・竇融・卓茂も加えられて計32人が顕彰された ため、「雲台三十二将」と称されることもある。しかし、同じく光武帝の功臣のひとりである馬援は、すでにその娘が明帝の皇后となっていたため選ばれなかった。東平王劉蒼が「なぜ伏波将軍（馬援）の像を描かないのですか」と尋ねたが、明帝は笑って答えなかったという。

## 後漢書二十八将伝論
范曄は『後漢書』において「中興の二十八将は、前代には二十八宿の星座に対応したものという考えがあったが、未だ解明されていない」と述べた上で、「みな風雲に乗じて智勇を奮い、佐命の臣と称され、志操と才能とを兼ね備えた者たちである」と評価している。
また、雲台二十八将は天下統一の後に前漢初めの功臣のような粛清を受けなかった一方で、朝廷の要職に任用されることもなかった。『後漢書』はその理由について詳論している。
まず范曄は、「周の王道が廃れて覇道が行われた春秋時代でさえも、斉の桓公における管仲・隰朋、晋の文公における先軫・趙衰のように功臣・賢者はみな然るべき地位に就いていた。しかし、漢初の功臣は過大な封邑や地位を与えられたため、権勢を増して君主から疑惑の目を向けられ、乱が生じた。そうであれば蕭何・樊噲すら罪人扱いを受け、韓信・彭越が誅殺されてしまったのも当然である」と指摘する。
そして、功臣に対する光武帝の処遇について概ね次のように論じる。
なお、この雲台二十八将を論じた『後漢書』列伝12の文章は、『文選』巻50・史論下に「後漢書二十八将伝論」として収録されている。

## 序列
雲台二十八将の序列は以下の通りである。
1. 太傅・高密侯 鄧禹
2. 大司馬・広平侯 呉漢
3. 左将軍・膠東侯 賈復
4. 建威大将軍・好畤侯 耿弇
5. 執金吾・雍奴侯 寇恂
6. 征南大将軍・舞陽侯 岑彭
7. 征西大将軍・陽夏侯 馮異
8. 建義大将軍・鬲侯 朱祜
9. 征虜将軍・潁陽侯 祭遵
10. 驃騎大将軍・櫟陽侯 景丹
11. 虎牙大将軍・安平侯 蓋延
12. 衛尉・安成侯 銚期
13. 東郡太守・東光侯 耿純
14. 城門校尉・朗陵侯 臧宮
15. 捕虜将軍・楊虚侯 馬武
16. 驃騎将軍・慎侯 劉隆
17. 中山太守・全椒侯 馬成
18. 河南尹・阜成侯 王梁
19. 琅邪太守・祝阿侯 陳俊
20. 驃騎大将軍・参蘧侯 杜茂
21. 積弩将軍・昆陽侯 傅俊
22. 左曹・合肥侯 堅鐔
23. 上谷太守・淮陵侯 王覇
24. 信都太守・阿陵侯 任光
25. 豫章太守・中水侯 李忠
26. 右将軍・槐里侯 萬脩
27. 太常・霊寿侯 邳彤
28. 驍騎将軍・昌城侯 劉植